# Bayerische Zugspitzbahn
Bayerische Zugspitzbahn er en tandhjulsbane i Bayern i Tyskland. Banen er en smalsporsbane (1 meter) og går fra bydelen Garmish i Garmisch-Partenkirchen til Tysklands højeste bjerg Zugspitze.
Linjen, der drives af aktieselskabet Bayerischen Zugspitzbahn Bergbahn AG (BZB), blev i 2007 nomineret til prisen Historisches Wahrzeichen der Ingenieurbaukunst in Deutschland, der gives til fremragende ingeniørarbejde i Tyskland.
Det er også muligt at komme op på Zugspitze via svævebanerne Eibseeseilbahn og Tiroler Zugspitzbahn.

## Historie

### Linjens åbning
Jernbanelinjen blev bygget i årene 1928-30 og blev åbnet i tre tempi. Den første etape på 3,2 km var midterstrækningen fra Grainau til Eibsee, som blev taget i brug den 19. februar 1929. Den 19. december 1929 blev den 7,5 km lange strækning fra Garmisch til Grainau taget i brug, inkluderet den turistmæssigt vigtige forbindelse til det ordinære jernbanenet. Den 8. juli 1930 blev det sidste stykke åbnet. Det var den 7,9 km lange sektion fra Eibsee til topstationen Schneefernerhaus, hvoraf de sidste 4.446 meter var gennem en tunnel inde i bjerget.

### Ændring af topstationen
I 1987 blev linjen ændret nær toppen. Der blev bygget en ny 975 meter lang tunnel som en sidetunnel til den eksisterende fra 1930, ca. tre fjerdedele af vejen inde i bjerget. Den nye strækning førte til plateauet Zugspitzplatt, som ganske vist ligger lidt lavere end Schneefernerhaus, men til gengæld var et stort og velegnet område. Den nye jernbanestation er Tysklands højest beliggende og befinder sig lige midt i det store skiområde på siden af Zugspitze.
Den samlede længde af Bayerische Zugspitzbahn blev ved denne lejlighed ændret fra 18,6 km til 19,0 km. I de første fem år efter ombygningen anvendtes begge stationer parallelt, men siden november 1992 har den gamle strækning til Schneefernerhaus ikke længere været i brug.

## Linjen
Bayerische Zugspitzbahn starter i bydelen Garmisch i Garmisch-Partenkirchen ved en højde af 705 m.o.h. Her driver banen sin egen banegård, som benævnes Garmisch i modsætning til den nærliggende banegård fra Deutsche Bahn, der bærer navnet Garmisch-Partenkirchen.
Den første strækning på 7,5 km frem til Grainau kører toget som et ordinært togsæt. De første 3 km af denne strækning har banen spor til fælles med en anden smalsporsbane, Ausserfernbahn, bygget i 1913. Ved Grainau begynder bjergkørslen med de store stigninger. Her skifter lokomotivet over til tandhjulsdrift på den resterende 11,5 km strækning til toppen.
I "gamle dage" skulle der skiftes lokomotiv i Grainau ved skiftet til eller fra tandhjulsdrift, men de nyere motorvogne kan omstilles til begge former for kørsel. Fra Grainau går det støt op ad bjerget, hvor Eibsee station passeres inden stoppestedet ved Riffelriss. Umiddelbart herefter kører toget ind i tunnelen, der fører op til banegården ved Zugspitzplatt.
Ved Zugspitzplatt er der skilifte ud i terrænet, og vil man det sidste stykke op til toppen er det muligt at benytte svævebanen Zugspitz-Gletscherbahn, der forbinder de to områder.

## Billedgalleri
- Banens hovedkontor på banegården i Garmish-Partenkirchen
- Banegården i Garmisch i august 1982
- Banegården i Garmish-Partenkirchen i juni 2010
- Udsigten fra Riffelriss, umiddelbar før indkørsel i tunnelen
- Motorvogn der kan omstilles til tandhjulsdrift, august 2010
- Ved stationen i Eibsee, bemærk tandstangen imellem sporene, juni 2010
- Tysklands højest beliggende jernbanestation, der ligger inde i bjerget
- Snerydningsmaskiner på pladsen foran jernbanestationen inde i bjerget
- Detaljeret diagram over tunnelen

## Links
- Bayerische Zugspitzbahn Bergbahn AG, hjemmeside
- Billeder fra jernbanestrækningen
- Billeder fra jernbanestrækningen Arkiveret 15. november 2010 hos  Wayback Machine